# Muntiacus feae
Espèce
Synonymes
- Cervulus feae Thomas & Doria, 1889[2]

Statut de conservation UICN

 DD  : Données insuffisantes
Muntiacus feae, de nom commun muntjac de Fea ou muntjac de Tenasserim, est une espèce de mammifères asiatique de la famille des cervidés.

## Description
Le muntjac de Tenasserim a une longueur tête-torse de 88 centimètres, un garrot de 50 à 55 cm et une longueur de queue de 10 cm. Le poids est de 22 kilogrammes.
Le dessus est brun foncé avec de fines taches jaunes. Le dessous est brun, parfois avec des zones brunes. Les pattes sont noires vers les sabots. Des rayures blanches sont visibles sur le devant des pattes postérieures. Les côtés du visage sont brun foncé. La couronne de la tête, les défenses et la base des oreilles sont brun jaunâtre à l'exception d'une bande noire qui court au-dessus des yeux à l'intérieur des défenses. La queue courte est noire sur le dessus et blanche sur le dessous.
Les défenses des canines qu'ont les mâles et la glande lacrymale devant l'œil sont bien développées (2 cm pour les dents). Les bois sont relativement courts.

## Répartition

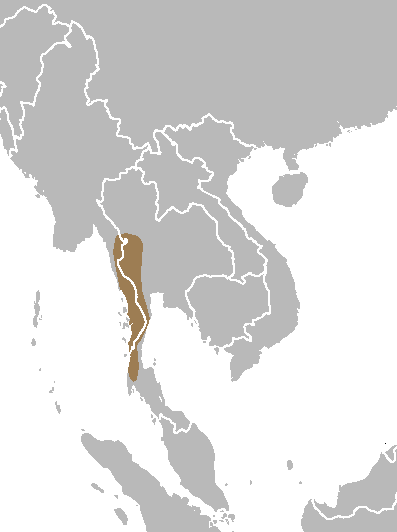
Aire de répartition de Muntiacus feae

Le muntjac de Fea se trouve dans l'isthme de Kra au nord et à l'est à travers le sud du Myanmar et de la Thaïlande. La localité type se situe à l'est de Moulmein. Les animaux thaïlandais pris en charge par l'homme viennent des provinces de Surat Thani et Phang Nga.
Il vit dans les forêts à feuilles persistantes sur les collines et les montagnes (jusqu'à 2 500 m d'altitude), comme la chaîne Tenasserim. Au Myanmar, l'espèce peut être observée, en raison du climat humide, tout au long de l'année dans les basses terres. Dans l'est de la Thaïlande, il se rencontre dans les types de forêts sèches à basse altitude.

## Taxonomie
La position taxonomique du muntjac de Tenasserim n'est pas encore clairement clarifiée. L'holotype ne fut apparemment examiné dans aucun des articles actuels et le zoologiste Peter Grubb, qui a placé l'espèce dans le genre Muntiacus en 1977, n'avait que des photos du crâne disponibles. Cependant, avec la découverte de plusieurs nouvelles espèces de muntjac en Asie du Sud-Est, un examen des holotypes est nécessaire pour clarifier les caractéristiques et confirmer le statut des animaux pris en charge par l'homme (y compris le zoo de Dusit) et certains spécimens au musée d'histoire naturelle. Les muntjacs du Vietnam, qui étaient autrefois considérés comme une sous-espèce du muntjac de Tenasserim, sont maintenant considérés comme un taxon distinct Muntiacus rooseveltorum.
Muntiacus feae est un hommage d'Oldfield Thomas à Leonardo Fea.

## Comportement
Il est diurne et solitaire.

### Alimentation
Muntiacus feae est un omnivore généraliste, a principalement un régime composé de graminées, de feuilles à croissance basse et de pousses tendres et probablement même d’œufs d'oiseau, d'oisillons, et de petits mammifères.

### Prédation
Les prédateurs de Muntiacus feae incluent notamment le tigre, le léopard, le dhole et le python. Des jeunes peuvent également être tués par les sangliers. Lorsqu'il repère un prédateur, le muntjac de Fea pousse un cri rauque ressemblant à un aboiement.

### Reproduction
Les jeunes naissent généralement dans une végétation dense, restant cachés jusqu'à ce qu'ils puissent se déplacer avec la mère.